# Copa Suerox 2022
El  Torneo de Copa de Costa Rica de 2022 llamado Copa Suerox por motivos de patrocinio, fue la 45ª edición que contó con doce equipos de la Primera División y cuatro de la Segunda División.

## Sistema de competición
El torneo cuenta con 12 equipos de Primera División y 4 de la Liga de Ascenso, bajo el formato de playoffs: octavos de final, los cuartos de final, semifinales y finales, todas las series a ida y vuelta. En caso de que las series finalicen empatadas se definirá al ganador mediante los penales en octavos y cuartos de final; para semifinales y finales se definirá en tiempos extras y/o penales.

## Equipos participantes

### Equipos por provincia
|            | \| Provincia \| N.º \| Equipos \| \| ---------- \| --- \| ------------------------------------------------------------------------------------------------------------- \| \| San José \| 6 \| Guadalupe F. C., Pérez Zeledón, Deportivo Saprissa, Sporting F. C., Uruguay de Coronado y Municipal Santa Ana \| \| Alajuela \| 4 \| Alajuelense, Grecia, A.D. San Carlos y A. D. Sarchí \| \| Cartago \| 2 \| C.S. Cartaginés y Municipal Turrialba \| \| Limón \| 1 \| Santos de Guápiles \| \| Guanacaste \| 1 \| A. D. Guanacasteca \| \| Heredia \| 1 \| C. S. Herediano \| \| Puntarenas \| 1 \| Puntarenas F. C. \| | |
| Provincia  | N.º | Equipos |
| San José   | 6 | Guadalupe F. C., Pérez Zeledón, Deportivo Saprissa, Sporting F. C., Uruguay de Coronado y Municipal Santa Ana |
| Alajuela   | 4 | Alajuelense, Grecia, A.D. San Carlos y A. D. Sarchí                                                           |
| Cartago    | 2 | C.S. Cartaginés y Municipal Turrialba                                                                         |
| Limón      | 1 | Santos de Guápiles                                                                                            |
| Guanacaste | 1 | A. D. Guanacasteca                                                                                            |
| Heredia    | 1 | C. S. Herediano                                                                                               |
| Puntarenas | 1 | Puntarenas F. C.                                                                                              |

### Información de los equipos

#### Primera División
| Equipo             | Ciudad                   | Entrenador       | Estadio                 | Aforo  |
| ------------------ | ------------------------ | ---------------- | ----------------------- | ------ |
| Deportivo Saprissa | San José                 | Jeaustin Campos  | Ricardo Saprissa        | 23,112 |
| L. D. Alajuelense  | Alajuela                 | Martín Arriola   | Morera Soto             | 17,895 |
| C. S. Cartaginés   | Cartago                  | Paulo Wanchope   | "Fello" Meza            | 13,500 |
| Municipal Grecia   | Grecia                   | Gabriel Simón    | Allen Riggioni          | 3,354  |
| C. S. Herediano    | Heredia                  | Géiner Segura    | "Colleya" Fonseca       | 4,500  |
| A. D. Guanacasteca | Nicoya                   | Horacio Esquivel | Chorotega               | 4,000  |
| Guadalupe F. C.    | San José                 | Walter Centeno   | "Colleya" Fonseca       | 4,500  |
| Pérez Zeledón      | San Isidro de El General | Luis Marín       | Municipal Pérez Zeledón | 3,180  |
| Puntarenas F. C.   | Puntarenas               | Alexander Vargas | "Lito" Pérez            | 4,105  |
| A. D. San Carlos   | Quesada                  | Víctor Abelenda  | Carlos Ugalde           | 4,500  |
| Santos de Guápiles | Guápiles                 | Alberto Moraga   | Ebal Rodríguez          | 3,300  |
| Sporting F. C.     | Pavas                    | José Giacone     | Ernesto Rohrmoser       | 3,000  |

#### Segunda División
| Equipo                    | Ciudad    | Entrenador        | Estadio               | Aforo |
| ------------------------- | --------- | ----------------- | --------------------- | ----- |
| Municipal Santa Ana       | Santa Ana | Mario Víquez      | Piedades de Santa Ana | 2,000 |
| A. D. Sarchí              | Sarchí    | Francisco Arias   | Eliécer Pérez Conejo  | 2,500 |
| Municipal Turrialba       | Turrialba | Fernando Paniagua | Rafael Camacho        | 4,500 |
| C. S. Uruguay de Coronado | Coronado  | Cristian Salomón  | Municipal El Labrador | 2,500 |

## Fase de grupos
- Los horarios corresponden al tiempo de Costa Rica (UTC-6).

### Cuadro de desarrollo
|  | Octavos de final          | Octavos de final          | Octavos de final   | Octavos de final   | Octavos de final |   |                    | Cuartos de final   | Cuartos de final | Cuartos de final | Cuartos de final | Cuartos de final |  |                    | Semifinales        | Semifinales | Semifinales | Semifinales | Semifinales |  |                 | Final           | Final | Final | Final | Final |  |
|  |                           |                           |                    |                    |                  |   |                    |                    |                  |                  |                  |                  |  |                    |                    |             |             |             |             |  |                 |                 |       |       |       |       |  |
|  |                           |                           |                    |                    |                  |   |                    |                    |                  |                  |                  |                  |  |                    |                    |             |             |             |             |  |                 |                 |       |       |       |       |  |
|  | C. S. Herediano           | C. S. Herediano           | 3                  | 0                  | 3                |   |                    |                    |                  |                  |                  |                  |  |                    |                    |             |             |             |             |  |                 |                 |       |       |       |       |  |
|  | C. S. Herediano           | C. S. Herediano           | 3                  | 0                  | 3                |   |                    |                    |                  |                  |                  |                  |  |                    |                    |             |             |             |             |  |                 |                 |       |       |       |       |  |
|  | Municipal Santa Ana       | Municipal Santa Ana       | 0                  | 0                  | 0                |   |                    |                    |                  |                  |                  |                  |  |                    |                    |             |             |             |             |  |                 |                 |       |       |       |       |  |
|  | Municipal Santa Ana       | Municipal Santa Ana       | 0                  | 0                  | 0                |   | C. S. Herediano    | C. S. Herediano    | 1                | 2                | 3                |                  |  |                    |                    |             |             |             |             |  |                 |                 |       |       |       |       |  |
|  |                           |                           |                    |                    |                  |   | C. S. Herediano    | C. S. Herediano    | 1                | 2                | 3                |                  |  |                    |                    |             |             |             |             |  |                 |                 |       |       |       |       |  |
|  |                           |                           | Puntarenas F. C.   | Puntarenas F. C.   | 0                | 0 | 0                  |                    |                  |                  |                  |                  |  |                    |                    |             |             |             |             |  |                 |                 |       |       |       |       |  |
|  | Guadalupe F. C.           | Guadalupe F. C.           | Puntarenas F. C.   | Puntarenas F. C.   | 0                | 0 | 0                  | 1                  | 1                | 2 (10)           |                  |                  |  |                    |                    |             |             |             |             |  |                 |                 |       |       |       |       |  |
|  | Guadalupe F. C.           | Guadalupe F. C.           |                    |                    |                  |   |                    |                    |                  | 2 (10)           |                  |                  |  |                    |                    |             |             |             |             |  |                 |                 |       |       |       |       |  |
|  | Puntarenas F. C. (p.)     | Puntarenas F. C. (p.)     | 1                  | 1                  | 2 (11)           |   |                    |                    |                  |                  |                  |                  |  |                    |                    |             |             |             |             |  |                 |                 |       |       |       |       |  |
|  | Puntarenas F. C. (p.)     | Puntarenas F. C. (p.)     | 1                  | 1                  | 2 (11)           |   |                    |                    |                  |                  |                  |                  |  | C. S. Herediano    | C. S. Herediano    | 1           | 1           | 2           |             |  |                 |                 |       |       |       |       |  |
|  |                           |                           |                    |                    |                  |   |                    |                    |                  |                  |                  |                  |  | C. S. Herediano    | C. S. Herediano    | 1           | 1           | 2           |             |  |                 |                 |       |       |       |       |  |
|  |                           |                           | L. D. Alajuelense  | L. D. Alajuelense  | 1                | 0 | 1                  |                    |                  |                  |                  |                  |  |                    |                    |             |             |             |             |  |                 |                 |       |       |       |       |  |
|  | Municipal Grecia          | Municipal Grecia          | L. D. Alajuelense  | L. D. Alajuelense  | 1                | 0 | 1                  | 0                  | 3                | 3                |                  |                  |  |                    |                    |             |             |             |             |  |                 |                 |       |       |       |       |  |
|  | Municipal Grecia          | Municipal Grecia          |                    |                    |                  |   |                    |                    |                  | 3                |                  |                  |  |                    |                    |             |             |             |             |  |                 |                 |       |       |       |       |  |
|  | A. D. Sarchí              | A. D. Sarchí              | 0                  | 1                  | 1                |   |                    |                    |                  |                  |                  |                  |  |                    |                    |             |             |             |             |  |                 |                 |       |       |       |       |  |
|  | A. D. Sarchí              | A. D. Sarchí              | 0                  | 1                  | 1                |   | Municipal Grecia   | Municipal Grecia   | 2                | 0                | 2                |                  |  |                    |                    |             |             |             |             |  |                 |                 |       |       |       |       |  |
|  |                           |                           |                    |                    |                  |   | Municipal Grecia   | Municipal Grecia   | 2                | 0                | 2                |                  |  |                    |                    |             |             |             |             |  |                 |                 |       |       |       |       |  |
|  |                           |                           | L. D. Alajuelense  | L. D. Alajuelense  | 1                | 5 | 6                  |                    |                  |                  |                  |                  |  |                    |                    |             |             |             |             |  |                 |                 |       |       |       |       |  |
|  | L. D. Alajuelense         | L. D. Alajuelense         | L. D. Alajuelense  | L. D. Alajuelense  | 1                | 5 | 6                  | 2                  | 1                | 3                |                  |                  |  |                    |                    |             |             |             |             |  |                 |                 |       |       |       |       |  |
|  | L. D. Alajuelense         | L. D. Alajuelense         |                    |                    |                  |   |                    |                    |                  | 3                |                  |                  |  |                    |                    |             |             |             |             |  |                 |                 |       |       |       |       |  |
|  | A. D. Guanacasteca        | A. D. Guanacasteca        | 1                  | 0                  | 1                |   |                    |                    |                  |                  |                  |                  |  |                    |                    |             |             |             |             |  |                 |                 |       |       |       |       |  |
|  | A. D. Guanacasteca        | A. D. Guanacasteca        | 1                  | 0                  | 1                |   |                    |                    |                  |                  |                  |                  |  |                    |                    |             |             |             |             |  | C. S. Herediano | C. S. Herediano | 2     | 0     | 2     |       |  |
|  |                           |                           |                    |                    |                  |   |                    |                    |                  |                  |                  |                  |  |                    |                    |             |             |             |             |  | C. S. Herediano | C. S. Herediano | 2     | 0     | 2     |       |  |
|  |                           |                           | C. S. Cartaginés   | C. S. Cartaginés   | 1                | 2 | 3                  |                    |                  |                  |                  |                  |  |                    |                    |             |             |             |             |  |                 |                 |       |       |       |       |  |
|  | Deportivo Saprissa        | Deportivo Saprissa        | C. S. Cartaginés   | C. S. Cartaginés   | 1                | 2 | 3                  | 4                  | 2                | 6                |                  |                  |  |                    |                    |             |             |             |             |  |                 |                 |       |       |       |       |  |
|  | Deportivo Saprissa        | Deportivo Saprissa        |                    |                    |                  |   |                    |                    |                  | 6                |                  |                  |  |                    |                    |             |             |             |             |  |                 |                 |       |       |       |       |  |
|  | C. S. Uruguay de Coronado | C. S. Uruguay de Coronado | 0                  | 0                  | 0                |   |                    |                    |                  |                  |                  |                  |  |                    |                    |             |             |             |             |  |                 |                 |       |       |       |       |  |
|  | C. S. Uruguay de Coronado | C. S. Uruguay de Coronado | 0                  | 0                  | 0                |   | Deportivo Saprissa | Deportivo Saprissa | 3                | 1                | 4                |                  |  |                    |                    |             |             |             |             |  |                 |                 |       |       |       |       |  |
|  |                           |                           |                    |                    |                  |   | Deportivo Saprissa | Deportivo Saprissa | 3                | 1                | 4                |                  |  |                    |                    |             |             |             |             |  |                 |                 |       |       |       |       |  |
|  |                           |                           | Santos de Guápiles | Santos de Guápiles | 0                | 1 | 1                  |                    |                  |                  |                  |                  |  |                    |                    |             |             |             |             |  |                 |                 |       |       |       |       |  |
|  | Santos de Guápiles (p.)   | Santos de Guápiles (p.)   | Santos de Guápiles | Santos de Guápiles | 0                | 1 | 1                  | 4                  | 1                | 5 (3)            |                  |                  |  |                    |                    |             |             |             |             |  |                 |                 |       |       |       |       |  |
|  | Santos de Guápiles (p.)   | Santos de Guápiles (p.)   |                    |                    |                  |   |                    |                    |                  | 5 (3)            |                  |                  |  |                    |                    |             |             |             |             |  |                 |                 |       |       |       |       |  |
|  | A. D. San Carlos          | A. D. San Carlos          | 1                  | 4                  | 5 (2)            |   |                    |                    |                  |                  |                  |                  |  |                    |                    |             |             |             |             |  |                 |                 |       |       |       |       |  |
|  | A. D. San Carlos          | A. D. San Carlos          | 1                  | 4                  | 5 (2)            |   |                    |                    |                  |                  |                  |                  |  | Deportivo Saprissa | Deportivo Saprissa | 0           | 1           | 1           |             |  |                 |                 |       |       |       |       |  |
|  |                           |                           |                    |                    |                  |   |                    |                    |                  |                  |                  |                  |  | Deportivo Saprissa | Deportivo Saprissa | 0           | 1           | 1           |             |  |                 |                 |       |       |       |       |  |
|  |                           |                           | C. S. Cartaginés   | C. S. Cartaginés   | 2                | 2 | 4                  |                    |                  |                  |                  |                  |  |                    |                    |             |             |             |             |  |                 |                 |       |       |       |       |  |
|  | C. S. Cartaginés          | C. S. Cartaginés          | C. S. Cartaginés   | C. S. Cartaginés   | 2                | 2 | 4                  | 1                  | 1                | 2                |                  |                  |  |                    |                    |             |             |             |             |  |                 |                 |       |       |       |       |  |
|  | C. S. Cartaginés          | C. S. Cartaginés          |                    |                    |                  |   |                    |                    |                  | 2                |                  |                  |  |                    |                    |             |             |             |             |  |                 |                 |       |       |       |       |  |
|  | Municipal Turrialba       | Municipal Turrialba       | 0                  | 0                  | 0                |   |                    |                    |                  |                  |                  |                  |  |                    |                    |             |             |             |             |  |                 |                 |       |       |       |       |  |
|  | Municipal Turrialba       | Municipal Turrialba       | 0                  | 0                  | 0                |   | C. S. Cartaginés   | C. S. Cartaginés   | 1                | 2                | 3                |                  |  |                    |                    |             |             |             |             |  |                 |                 |       |       |       |       |  |
|  |                           |                           |                    |                    |                  |   | C. S. Cartaginés   | C. S. Cartaginés   | 1                | 2                | 3                |                  |  |                    |                    |             |             |             |             |  |                 |                 |       |       |       |       |  |
|  |                           |                           | Sporting F. C.     | Sporting F. C.     | 1                | 1 | 2                  |                    |                  |                  |                  |                  |  |                    |                    |             |             |             |             |  |                 |                 |       |       |       |       |  |
|  | Pérez Zeledón             | Pérez Zeledón             | Sporting F. C.     | Sporting F. C.     | 1                | 1 | 2                  | 0                  | 1                | 1                |                  |                  |  |                    |                    |             |             |             |             |  |                 |                 |       |       |       |       |  |
|  | Pérez Zeledón             | Pérez Zeledón             |                    |                    |                  |   |                    |                    |                  | 1                |                  |                  |  |                    |                    |             |             |             |             |  |                 |                 |       |       |       |       |  |
|  | Sporting F. C.            | Sporting F. C.            | 1                  | 4                  | 5                |   |                    |                    |                  |                  |                  |                  |  |                    |                    |             |             |             |             |  |                 |                 |       |       |       |       |  |
|  | Sporting F. C.            | Sporting F. C.            | 1                  | 4                  | 5                |   |                    |                    |                  |                  |                  |                  |  |                    |                    |             |             |             |             |  |                 |                 |       |       |       |       |  |
|  |                           |                           |                    |                    |                  |   |                    |                    |                  |                  |                  |                  |  |                    |                    |             |             |             |             |  |                 |                 |       |       |       |       |  |

### Partidos A

#### C. S. Herediano vs. Municipal Santa Ana
| 15 de noviembre | C. S. Herediano                    | 3:0 (1:0) | Municipal Santa Ana | Estadio José Joaquín "Colleya" Fonseca, Goicochea |                            |
| 20:00           | Franco 11' · Brenes 50' · Ruiz 56' | Reporte   |                     | Árbitro(s): Esteban Fallas                        | Árbitro(s): Esteban Fallas |

| 26 de noviembre | Municipal Santa Ana | 0:0 (Global 0:3) | C. S. Herediano | Estadio Piedades de Santa Ana, Santa Ana |                        |
| 19:00           |                     | Reporte          |                 | Árbitro(s): Kevin Ruiz                   | Árbitro(s): Kevin Ruiz |

#### A. D. Sarchí vs. Municipal Grecia
| 16 de noviembre | A. D. Sarchí | 0:0     | Municipal Grecia | Estadio Eliécer Pérez Conejo, Sarchí |                          |
| 15:00           |              | Reporte |                  | Árbitro(s): Josué Ugalde             | Árbitro(s): Josué Ugalde |

| 27 de noviembre | Municipal Grecia         | 3:1 (1:1) (Global 3:1) | A. D. Sarchí | Estadio Allen Riggioni, Grecia |                             |
| 15:00           | Lesme 8' 55' · Evans 50' | Reporte                | Morera 32'   | Árbitro(s): Ricardo Montero    | Árbitro(s): Ricardo Montero |

#### L. D. Alajuelense vs. A. D. Guanacasteca
| 16 de noviembre | L. D. Alajuelense           | 2:1 (1:0) | A. D. Guanacasteca | Estadio Alejandro Morera Soto, Alajuela |                        |
| 20:00           | Alcócer 15' · Rodríguez 82' | Reporte   | Johnson 49'        | Árbitro(s): Bryan Cruz                  | Árbitro(s): Bryan Cruz |

| 26 de noviembre | A. D. Guanacasteca | 0:1 (0:1) (Global 1:3) | L. D. Alajuelense | Estadio Chorotega, Nicoya         |                                   |
| 15:00           |                    | Reporte                | Suárez 40'        | Árbitro(s): Juan Gabriel Calderón | Árbitro(s): Juan Gabriel Calderón |

#### Guadalupe F. C. vs. Puntarenas F. C.
| 17 de noviembre | Guadalupe F. C. | 1:1 (1:1) | Puntarenas F. C. | Estadio José Joaquín "Colleya" Fonseca, Goicochea |                            |
| 20:00           | Murillo 9'      | Reporte   | Montenegro 6'    | Árbitro(s): William Mattus                        | Árbitro(s): William Mattus |

| 25 de noviembre | Puntarenas F. C. | 1:1 (0:1) (11:10 p.)(Global 2:2) | Guadalupe F. C. | Estadio Miguel Ángel "Lito" Pérez, Puntarenas |                       |
| 20:00           | Mora 18' (pen.) | Reporte                          | Sancho 39' | Árbitro(s): Hugo Cruz                         | Árbitro(s): Hugo Cruz |
|                 | | Tiros desde el punto penal       | |                                               |                       |
|                 | Gibbons · Pérez · Vega · Hernández · Fernández · Sancho · Hernández · Ramírez · Gómez · Duarte · Barrera · Gibbons · Pérez |                                  | Cordero · Ayala · Juárez · Azofeifa · Pemberton · Gómez · Ramírez · Mora · Gutiérrez · Araya · Barrientos · Cordero · Ayala |                                               |                       |

### Partidos B

#### Sporting F. C. vs. Municipal Pérez Zeledón
| 18 de noviembre | Sporting F. C. | 1:0 (1:0) | Municipal Pérez Zeledón | Estadio Ernesto Rohrmoser, Pavas |                          |
| 20:00           | Martínez 7'    | Reporte   |                         | Árbitro(s): Raúl Eduarte         | Árbitro(s): Raúl Eduarte |

| 22 de noviembre | Pérez Zeledón | 1:4 (0:3) (Global 1:5) | Sporting F. C.                                      | Estadio Municipal de Pérez Zeledón, San Isidro de El General |                           |
| 18:00           | Monge 83'     | Reporte                | Martínez 6' · Aguirre 10' · Vega 15' · Madrigal 88' | Árbitro(s): Pedro Navarro                                    | Árbitro(s): Pedro Navarro |

#### Santos de Guápiles vs. A. D. San Carlos
| 19 de noviembre | Santos de Guápiles                             | 4:1 (3:0) | A. D. San Carlos | Estadio Ebal Rodríguez, Guápiles |                             |
| 19:00           | Zamora 12' · Matarrita 22' 82' · Solórzano 38' | Reporte   | McDonald 64'     | Árbitro(s): Steven Madrigal      | Árbitro(s): Steven Madrigal |

| 24 de noviembre | A. D. San Carlos                         | 4:1 (2:1) (2:3 p.)(Global 5:5) | Santos de Guápiles                            | Estadio Carlos Ugalde Álvarez, Quesada |                             |
| 20:00           | Chirino 3' 47' · Piedra 27' · Pérez 58'  | Reporte                        | Solórzano 36'                                 | Árbitro(s): Benjamín Pineda            | Árbitro(s): Benjamín Pineda |
|                 |                                          | Tiros desde el punto penal     |                                               |                                        |                             |
|                 | McDonald · Román · Pérez · Zúñiga · Mena |                                | Mason · Hernández · Salas · Palma · Matarrita |                                        |                             |

#### Uruguay de Coronado vs. Deportivo Saprissa
| 19 de noviembre | C. S. Uruguay de Coronado | 0:4 (0:2) | Deportivo Saprissa                               | Estadio José Joaquín "Colleya" Fonseca, Goicoechea |                         |
| 19:00           |                           | Reporte   | Hadden 27' · Angulo 37' · Bolaños 75' · East 86' | Árbitro(s): Marco Guido                            | Árbitro(s): Marco Guido |

| 23 de noviembre | Deportivo Saprissa   | 2:0 (1:0) (Global 6:0) | C. S. Uruguay de Coronado | Estadio Edgardo Baltodano Briceño, Liberia |                             |
| 18:00           | Reyes 14' · East 77' | Reporte                |                           | Árbitro(s): Jonathan Leitón                | Árbitro(s): Jonathan Leitón |

#### Municipal Turrialba vs. C. S. Cartaginés
| 20 de noviembre | Municipal Turrialba | 0:1 (0:1) | C. S. Cartaginés | Estadio Rafael Ángel Camacho, Turrialba |                       |
| 15:00           |                     | Reporte   | Guevara 31'      | Árbitro(s): Roy Monge                   | Árbitro(s): Roy Monge |

| 24 de noviembre | C. S. Cartaginés | 1:0 (1:0) (Global 2:0) | Municipal Turrialba | Estadio José Rafael "Fello" Meza, Cartago |                            |
| 18:00           | Ureña 25'        | Reporte                |                     | Árbitro(s): Keylor Herrera                | Árbitro(s): Keylor Herrera |

## Fase final

### Cuartos de final

#### Sporting F. C. vs. C. S. Cartaginés
| 29 de noviembre | Sporting F. C. | 1:1 (1:1) | C. S. Cartaginés | Estadio Ernesto Rohrmoser, Pavas |                               |
| 19:00           | Martínez 36'   | Reporte   | Venegas 26'      | Árbitro(s): Adrián Chinchilla    | Árbitro(s): Adrián Chinchilla |

| 3 de diciembre | C. S. Cartaginés            | 2:1 (0:0) (Global 3:2) | Sporting F. C. | Estadio José Rafael "Fello" Meza, Cartago |                          |
| 17:00          | Barrantes 60' · Guevara 88' | Reporte                | Castillo 57'   | Árbitro(s): Róger Vindas                  | Árbitro(s): Róger Vindas |

#### Deportivo Saprissa vs. Santos de Guápiles
| 29 de noviembre | Deportivo Saprissa        | 3:0 (1:0) | Santos de Guápiles | Estadio Ricardo Saprissa Aymá, San José |                            |
| 19:15           | East 27' 57' · Guzmán 68' | Reporte   |                    | Árbitro(s): Carlos Salazar              | Árbitro(s): Carlos Salazar |

| 3 de diciembre | Santos de Guápiles | 1:1 (0:0) (Global 1:4) | Deportivo Saprissa | Estadio Ebal Rodríguez, Guápiles |                          |
| 19:00          | Ordain 64'         | Reporte                | East 56'           | Árbitro(s): Raúl Eduarte         | Árbitro(s): Raúl Eduarte |

#### Municipal Grecia vs. L. D. Alajuelense
| 30 de noviembre | Municipal Grecia       | 2:1 (0:1) | L. D. Alajuelense | Estadio Allen Riggioni, Pavas |                            |
| 11:00           | Lesme 47' · Agüero 89' | Reporte   | Lesme 35' (a.g.)  | Árbitro(s): Keylor Herrera    | Árbitro(s): Keylor Herrera |

| 4 de diciembre | L. D. Alajuelense                                           | 5:0 (1:0) (Global 6:2) | Municipal Grecia | Estadio Alejandro Morera Soto, Alajuela |                         |
| 16:00          | Alfaro 40' · Suárez 45+5' · Rodríguez 56' 68' · Alcócer 83' | Reporte                |                  | Árbitro(s): David Gómez                 | Árbitro(s): David Gómez |

#### C. S. Herediano vs. Puntarenas F. C.
| 30 de noviembre | C. S. Herediano | 1:0 (0:0) | Puntarenas F. C. | Estadio José Joaquín "Colleya" Fonseca, Guadalupe |                          |
| 18:00           | Ruiz 63'        | Reporte   |                  | Árbitro(s): Josué Ugalde                          | Árbitro(s): Josué Ugalde |

| 4 de diciembre | Puntarenas F. C. | 0:2 (0:1) (Global 0:3) | C.S. Herediano         | Estadio Miguel Ángel "Lito" Pérez, Puntarenas |                             |
| 16:00          |                  | Reporte                | Vargas 42' · Escoe 71' | Árbitro(s): Ricardo Montero                   | Árbitro(s): Ricardo Montero |

### Semifinales

#### Deportivo Saprissa vs. C. S. Cartaginés
| 7 de diciembre | Deportivo Saprissa | 0:2 (0:2) | C. S. Cartaginés          | Estadio Ricardo Saprissa Aymá, San José |                                   |
| 20:00          |                    | Reporte   | Espinoza 76' · Quirós 89' | Árbitro(s): Juan Gabriel Calderón       | Árbitro(s): Juan Gabriel Calderón |

| 11 de diciembre | C. S. Cartaginés        | 2:1 (1:0) (Global 4:1) | Deportivo Saprissa | Estadio José Rafael "Fello" Meza, Cartago |                             |
| 11:00           | Cerdas 4' · Bonilla 57' | Reporte                | Rodríguez 52'      | Árbitro(s): Benjamín Pineda               | Árbitro(s): Benjamín Pineda |

#### C. S. Herediano vs. L. D. Alajuelense
| 8 de diciembre | C. S. Herediano | 1:1 (0:1) | L. D. Alajuelense | Estadio José Joaquín "Colleya" Fonseca, Guadalupe |                            |
| 20:00          | Vargas 53'      | Reporte   | Góndola 21'       | Árbitro(s): Keylor Herrera                        | Árbitro(s): Keylor Herrera |

| 11 de diciembre | L. D. Alajuelense | 0:1 (0:0) (Global 1:2) | C. S. Herediano | Estadio Alejandro Morera Soto, Alajuela |                             |
| 16:00           |                   | Reporte                | Contreras 50'   | Árbitro(s): Ricardo Montero             | Árbitro(s): Ricardo Montero |

### Final

#### Primera vuelta
| 15 de diciembre | C. S. Herediano         | 2:1 (0:0) | C. S. Cartaginés | Estadio José Joaquín "Colleya" Fonseca, Guadalupe |                            |
| 19:00           | Fuller 74' · Tejeda 90' | Reporte   | Cerdas 57'       | Árbitro(s): Keylor Herrera                        | Árbitro(s): Keylor Herrera |

| 20    | POR   | Bryan Segura      |     |
| 2     | DEF   | Aarón Salazar     |     |
| 24    | DEF   | Miguel Basulto    |     |
| 5     | DEF   | Ariel Soto        |     |
| 11    | DEF   | Diego González    | 47' |
| 28    | MED   | Gerson Torres     | 62' |
| 58    | MED   | Luis Franco       |     |
| 10    | MED   | Yeltsin Tejeda    |     |
| 22    | MED   | Kennedy Rocha     | 47' |
| 9     | DEL   | Anthony Contreras | 47' |
| 15    | DEL   | Kenneth Vargas    |     |
| D. T. | D. T. | Géiner Segura     |     |

| 1     | POR   | Darryl Parker        |     |
| 12    | DEF   | José Quirós          |     |
| 5     | DEF   | José Gabriel         |     |
| 4     | DEF   | Kevin Espinoza       |     |
| 27    | DEF   | Brandon Bonilla      |     |
| 24    | MED   | Isaac París          | 61' |
| 8     | MED   | Mauricio Montero     |     |
| 11    | MED   | Kenneth Cerdas       |     |
| 26    | MED   | Diego Sánchez        |     |
| 17    | DEL   | Enmanuel Chacón      |     |
| 10    | DEL   | Ronaldo Araya        |     |
| D. T. | D. T. | Luis Fernando Fallas |     |

| 7  | DEL | John Jairo Ruiz   | 47' |
| 29 | MED | Nextalí Rodríguez | 47' |
| 37 | DEF | Keysher Fuller    | 47' |
| 14 | DEL | Arturo Campos     | 62' |

| 70 | MED | Dylan Flores | 61' |

| 74' · 90' | Keysher Fuller Yeltsin Tejeda |  |

| 57' | Kenneth Cerdas |  |

| 43' | Kenneth Cerdas |

| Principal  | Keylor Herrera   |
| Asistentes | Víctor Ramírez   |
|            | Emanuel Alvarado |
| Cuarto     | Rigo Prendas     |

|  |                   |    |   |
|  | Tiros             | 15 | 2 |
|  | Tiros a puerta    | 11 | 1 |
|  | Faltas            | 10 | 8 |
|  | Saques de esquina | 9  | 1 |
|  | Fueras de juego   | 2  | 0 |

| 20    | POR   | Bryan Segura      |     |
| 2     | DEF   | Aarón Salazar     |     |
| 24    | DEF   | Miguel Basulto    |     |
| 5     | DEF   | Ariel Soto        |     |
| 11    | DEF   | Diego González    | 47' |
| 28    | MED   | Gerson Torres     | 62' |
| 58    | MED   | Luis Franco       |     |
| 10    | MED   | Yeltsin Tejeda    |     |
| 22    | MED   | Kennedy Rocha     | 47' |
| 9     | DEL   | Anthony Contreras | 47' |
| 15    | DEL   | Kenneth Vargas    |     |
| D. T. | D. T. | Géiner Segura     |     |

| 1     | POR   | Darryl Parker        |     |
| 12    | DEF   | José Quirós          |     |
| 5     | DEF   | José Gabriel         |     |
| 4     | DEF   | Kevin Espinoza       |     |
| 27    | DEF   | Brandon Bonilla      |     |
| 24    | MED   | Isaac París          | 61' |
| 8     | MED   | Mauricio Montero     |     |
| 11    | MED   | Kenneth Cerdas       |     |
| 26    | MED   | Diego Sánchez        |     |
| 17    | DEL   | Enmanuel Chacón      |     |
| 10    | DEL   | Ronaldo Araya        |     |
| D. T. | D. T. | Luis Fernando Fallas |     |

| 7  | DEL | John Jairo Ruiz   | 47' |
| 29 | MED | Nextalí Rodríguez | 47' |
| 37 | DEF | Keysher Fuller    | 47' |
| 14 | DEL | Arturo Campos     | 62' |

| 70 | MED | Dylan Flores | 61' |

| 74' · 90' | Keysher Fuller Yeltsin Tejeda |  |

| 57' | Kenneth Cerdas |  |

| 43' | Kenneth Cerdas |

| Principal  | Keylor Herrera   |
| Asistentes | Víctor Ramírez   |
|            | Emanuel Alvarado |
| Cuarto     | Rigo Prendas     |

|  |                   |    |   |
|  | Tiros             | 15 | 2 |
|  | Tiros a puerta    | 11 | 1 |
|  | Faltas            | 10 | 8 |
|  | Saques de esquina | 9  | 1 |
|  | Fueras de juego   | 2  | 0 |

| 20    | POR   | Bryan Segura      |     |
| 2     | DEF   | Aarón Salazar     |     |
| 24    | DEF   | Miguel Basulto    |     |
| 5     | DEF   | Ariel Soto        |     |
| 11    | DEF   | Diego González    | 47' |
| 28    | MED   | Gerson Torres     | 62' |
| 58    | MED   | Luis Franco       |     |
| 10    | MED   | Yeltsin Tejeda    |     |
| 22    | MED   | Kennedy Rocha     | 47' |
| 9     | DEL   | Anthony Contreras | 47' |
| 15    | DEL   | Kenneth Vargas    |     |
| D. T. | D. T. | Géiner Segura     |     |

| 1     | POR   | Darryl Parker        |     |
| 12    | DEF   | José Quirós          |     |
| 5     | DEF   | José Gabriel         |     |
| 4     | DEF   | Kevin Espinoza       |     |
| 27    | DEF   | Brandon Bonilla      |     |
| 24    | MED   | Isaac París          | 61' |
| 8     | MED   | Mauricio Montero     |     |
| 11    | MED   | Kenneth Cerdas       |     |
| 26    | MED   | Diego Sánchez        |     |
| 17    | DEL   | Enmanuel Chacón      |     |
| 10    | DEL   | Ronaldo Araya        |     |
| D. T. | D. T. | Luis Fernando Fallas |     |

| 7  | DEL | John Jairo Ruiz   | 47' |
| 29 | MED | Nextalí Rodríguez | 47' |
| 37 | DEF | Keysher Fuller    | 47' |
| 14 | DEL | Arturo Campos     | 62' |

| 70 | MED | Dylan Flores | 61' |

| 74' · 90' | Keysher Fuller Yeltsin Tejeda |  |

| 57' | Kenneth Cerdas |  |

| 43' | Kenneth Cerdas |

| Principal  | Keylor Herrera   |
| Asistentes | Víctor Ramírez   |
|            | Emanuel Alvarado |
| Cuarto     | Rigo Prendas     |

|  |                   |    |   |
|  | Tiros             | 15 | 2 |
|  | Tiros a puerta    | 11 | 1 |
|  | Faltas            | 10 | 8 |
|  | Saques de esquina | 9  | 1 |
|  | Fueras de juego   | 2  | 0 |

| 20    | POR   | Bryan Segura      |     |
| 2     | DEF   | Aarón Salazar     |     |
| 24    | DEF   | Miguel Basulto    |     |
| 5     | DEF   | Ariel Soto        |     |
| 11    | DEF   | Diego González    | 47' |
| 28    | MED   | Gerson Torres     | 62' |
| 58    | MED   | Luis Franco       |     |
| 10    | MED   | Yeltsin Tejeda    |     |
| 22    | MED   | Kennedy Rocha     | 47' |
| 9     | DEL   | Anthony Contreras | 47' |
| 15    | DEL   | Kenneth Vargas    |     |
| D. T. | D. T. | Géiner Segura     |     |

| 1     | POR   | Darryl Parker        |     |
| 12    | DEF   | José Quirós          |     |
| 5     | DEF   | José Gabriel         |     |
| 4     | DEF   | Kevin Espinoza       |     |
| 27    | DEF   | Brandon Bonilla      |     |
| 24    | MED   | Isaac París          | 61' |
| 8     | MED   | Mauricio Montero     |     |
| 11    | MED   | Kenneth Cerdas       |     |
| 26    | MED   | Diego Sánchez        |     |
| 17    | DEL   | Enmanuel Chacón      |     |
| 10    | DEL   | Ronaldo Araya        |     |
| D. T. | D. T. | Luis Fernando Fallas |     |

| 7  | DEL | John Jairo Ruiz   | 47' |
| 29 | MED | Nextalí Rodríguez | 47' |
| 37 | DEF | Keysher Fuller    | 47' |
| 14 | DEL | Arturo Campos     | 62' |

| 70 | MED | Dylan Flores | 61' |

| 74' · 90' | Keysher Fuller Yeltsin Tejeda |  |

| 57' | Kenneth Cerdas |  |

| 43' | Kenneth Cerdas |

| Principal  | Keylor Herrera   |
| Asistentes | Víctor Ramírez   |
|            | Emanuel Alvarado |
| Cuarto     | Rigo Prendas     |

|  |                   |    |   |
|  | Tiros             | 15 | 2 |
|  | Tiros a puerta    | 11 | 1 |
|  | Faltas            | 10 | 8 |
|  | Saques de esquina | 9  | 1 |
|  | Fueras de juego   | 2  | 0 |

#### Segunda vuelta
| 21 de diciembre | C. S. Cartaginés        | 2:0 (2:0) (Global 3:2) | C. S. Herediano | Estadio José Rafael "Fello" Meza, Cartago |                             |
| 20:00           | Barrantes 3' · Araya 5' | Reporte                |                 | Árbitro(s): Ricardo Montero               | Árbitro(s): Ricardo Montero |

| 1     | POR   | Kevin Briceño     |     |
| 12    | DEF   | José Quirós       |     |
| 5     | DEF   | José Vargas       |     |
| 4     | DEF   | Kevin Espinoza    |     |
| 27    | DEF   | Brandon Bonilla   |     |
| 31    | MED   | Michael Barrantes | 74' |
| 24    | MED   | Isaac París       |     |
| 11    | MED   | Kenneth Cerdas    | 74' |
| 70    | MED   | Dylan Flores      | 70' |
| 7     | MED   | Allen Guevara     | 70' |
| 10    | DEL   | Ronaldo Araya     | 63' |
| D. T. | D. T. | Paulo Wanchope    |     |

| 1     | POR   | Esteban Alvarado  |     |
| 2     | DEF   | Aarón Salazar     |     |
| 24    | DEF   | Miguel Basulto    |     |
| 5     | DEF   | Ariel Soto        |     |
| 37    | DEF   | Keysher Fuller    | 35' |
| 10    | MED   | Yeltsin Tejeda    |     |
| 12    | MED   | Jefferson Brenes  | 68' |
| 8     | MED   | Douglas López     | 35' |
| 28    | MED   | Gerson Torres     |     |
| 15    | MED   | Kenneth Vargas    | 68' |
| 9     | DEL   | Anthony Contreras |     |
| D. T. | D. T. | Géiner Segura     |     |

| 9  | DEL | Marcel Hernández | 63' |
| 8  | MED | Mauricio Montero | 74' |
| 17 | MED | Enmanuel Chacón  | 74' |
| 21 | DEL | Marco Ureña      | 86' |
| 26 | DEF | Diego Sánchez    | 86' |

| 11 | MED | Diego González | 35 84' |
| 22 | MED | Kennedy Rocha  | 35'    |
| 14 | DEL | Arturo Campos  | 68'    |
| 58 | MED | Luis Franco    | 68'    |
| 7  | DEL | Yendrick Ruiz  | 84'    |

| 3' · 5' | Michael Barrantes Ronaldo Araya |  |

| 37' · 44' · 60' · 71' | Dylan Flores Allen Guevara Ronaldo Araya Kevin Espinoza |

| 15' · 37' · 60' · 82' | Kenneth Vargas Keysher Fuller Miguel Basulto Yeltsin Tejeda |

| Principal  | Ricardo Montero |
| Asistentes | Danny Sojo      |
|            | Leslie Macre    |
| Cuarto     | Raúl Eduarte    |

|  |                   |   |    |
|  | Tiros             | 4 | 16 |
|  | Tiros a puerta    | 2 | 2  |
|  | Faltas            | 4 | 4  |
|  | Saques de esquina | 0 | 10 |
|  | Fueras de juego   | 0 | 3  |

| 1     | POR   | Kevin Briceño     |     |
| 12    | DEF   | José Quirós       |     |
| 5     | DEF   | José Vargas       |     |
| 4     | DEF   | Kevin Espinoza    |     |
| 27    | DEF   | Brandon Bonilla   |     |
| 31    | MED   | Michael Barrantes | 74' |
| 24    | MED   | Isaac París       |     |
| 11    | MED   | Kenneth Cerdas    | 74' |
| 70    | MED   | Dylan Flores      | 70' |
| 7     | MED   | Allen Guevara     | 70' |
| 10    | DEL   | Ronaldo Araya     | 63' |
| D. T. | D. T. | Paulo Wanchope    |     |

| 1     | POR   | Esteban Alvarado  |     |
| 2     | DEF   | Aarón Salazar     |     |
| 24    | DEF   | Miguel Basulto    |     |
| 5     | DEF   | Ariel Soto        |     |
| 37    | DEF   | Keysher Fuller    | 35' |
| 10    | MED   | Yeltsin Tejeda    |     |
| 12    | MED   | Jefferson Brenes  | 68' |
| 8     | MED   | Douglas López     | 35' |
| 28    | MED   | Gerson Torres     |     |
| 15    | MED   | Kenneth Vargas    | 68' |
| 9     | DEL   | Anthony Contreras |     |
| D. T. | D. T. | Géiner Segura     |     |

| 9  | DEL | Marcel Hernández | 63' |
| 8  | MED | Mauricio Montero | 74' |
| 17 | MED | Enmanuel Chacón  | 74' |
| 21 | DEL | Marco Ureña      | 86' |
| 26 | DEF | Diego Sánchez    | 86' |

| 11 | MED | Diego González | 35 84' |
| 22 | MED | Kennedy Rocha  | 35'    |
| 14 | DEL | Arturo Campos  | 68'    |
| 58 | MED | Luis Franco    | 68'    |
| 7  | DEL | Yendrick Ruiz  | 84'    |

| 3' · 5' | Michael Barrantes Ronaldo Araya |  |

| 37' · 44' · 60' · 71' | Dylan Flores Allen Guevara Ronaldo Araya Kevin Espinoza |

| 15' · 37' · 60' · 82' | Kenneth Vargas Keysher Fuller Miguel Basulto Yeltsin Tejeda |

| Principal  | Ricardo Montero |
| Asistentes | Danny Sojo      |
|            | Leslie Macre    |
| Cuarto     | Raúl Eduarte    |

|  |                   |   |    |
|  | Tiros             | 4 | 16 |
|  | Tiros a puerta    | 2 | 2  |
|  | Faltas            | 4 | 4  |
|  | Saques de esquina | 0 | 10 |
|  | Fueras de juego   | 0 | 3  |

| 1     | POR   | Kevin Briceño     |     |
| 12    | DEF   | José Quirós       |     |
| 5     | DEF   | José Vargas       |     |
| 4     | DEF   | Kevin Espinoza    |     |
| 27    | DEF   | Brandon Bonilla   |     |
| 31    | MED   | Michael Barrantes | 74' |
| 24    | MED   | Isaac París       |     |
| 11    | MED   | Kenneth Cerdas    | 74' |
| 70    | MED   | Dylan Flores      | 70' |
| 7     | MED   | Allen Guevara     | 70' |
| 10    | DEL   | Ronaldo Araya     | 63' |
| D. T. | D. T. | Paulo Wanchope    |     |

| 1     | POR   | Esteban Alvarado  |     |
| 2     | DEF   | Aarón Salazar     |     |
| 24    | DEF   | Miguel Basulto    |     |
| 5     | DEF   | Ariel Soto        |     |
| 37    | DEF   | Keysher Fuller    | 35' |
| 10    | MED   | Yeltsin Tejeda    |     |
| 12    | MED   | Jefferson Brenes  | 68' |
| 8     | MED   | Douglas López     | 35' |
| 28    | MED   | Gerson Torres     |     |
| 15    | MED   | Kenneth Vargas    | 68' |
| 9     | DEL   | Anthony Contreras |     |
| D. T. | D. T. | Géiner Segura     |     |

| 9  | DEL | Marcel Hernández | 63' |
| 8  | MED | Mauricio Montero | 74' |
| 17 | MED | Enmanuel Chacón  | 74' |
| 21 | DEL | Marco Ureña      | 86' |
| 26 | DEF | Diego Sánchez    | 86' |

| 11 | MED | Diego González | 35 84' |
| 22 | MED | Kennedy Rocha  | 35'    |
| 14 | DEL | Arturo Campos  | 68'    |
| 58 | MED | Luis Franco    | 68'    |
| 7  | DEL | Yendrick Ruiz  | 84'    |

| 3' · 5' | Michael Barrantes Ronaldo Araya |  |

| 37' · 44' · 60' · 71' | Dylan Flores Allen Guevara Ronaldo Araya Kevin Espinoza |

| 15' · 37' · 60' · 82' | Kenneth Vargas Keysher Fuller Miguel Basulto Yeltsin Tejeda |

| Principal  | Ricardo Montero |
| Asistentes | Danny Sojo      |
|            | Leslie Macre    |
| Cuarto     | Raúl Eduarte    |

|  |                   |   |    |
|  | Tiros             | 4 | 16 |
|  | Tiros a puerta    | 2 | 2  |
|  | Faltas            | 4 | 4  |
|  | Saques de esquina | 0 | 10 |
|  | Fueras de juego   | 0 | 3  |

| 1     | POR   | Kevin Briceño     |     |
| 12    | DEF   | José Quirós       |     |
| 5     | DEF   | José Vargas       |     |
| 4     | DEF   | Kevin Espinoza    |     |
| 27    | DEF   | Brandon Bonilla   |     |
| 31    | MED   | Michael Barrantes | 74' |
| 24    | MED   | Isaac París       |     |
| 11    | MED   | Kenneth Cerdas    | 74' |
| 70    | MED   | Dylan Flores      | 70' |
| 7     | MED   | Allen Guevara     | 70' |
| 10    | DEL   | Ronaldo Araya     | 63' |
| D. T. | D. T. | Paulo Wanchope    |     |

| 1     | POR   | Esteban Alvarado  |     |
| 2     | DEF   | Aarón Salazar     |     |
| 24    | DEF   | Miguel Basulto    |     |
| 5     | DEF   | Ariel Soto        |     |
| 37    | DEF   | Keysher Fuller    | 35' |
| 10    | MED   | Yeltsin Tejeda    |     |
| 12    | MED   | Jefferson Brenes  | 68' |
| 8     | MED   | Douglas López     | 35' |
| 28    | MED   | Gerson Torres     |     |
| 15    | MED   | Kenneth Vargas    | 68' |
| 9     | DEL   | Anthony Contreras |     |
| D. T. | D. T. | Géiner Segura     |     |

| 9  | DEL | Marcel Hernández | 63' |
| 8  | MED | Mauricio Montero | 74' |
| 17 | MED | Enmanuel Chacón  | 74' |
| 21 | DEL | Marco Ureña      | 86' |
| 26 | DEF | Diego Sánchez    | 86' |

| 11 | MED | Diego González | 35 84' |
| 22 | MED | Kennedy Rocha  | 35'    |
| 14 | DEL | Arturo Campos  | 68'    |
| 58 | MED | Luis Franco    | 68'    |
| 7  | DEL | Yendrick Ruiz  | 84'    |

| 3' · 5' | Michael Barrantes Ronaldo Araya |  |

| 37' · 44' · 60' · 71' | Dylan Flores Allen Guevara Ronaldo Araya Kevin Espinoza |

| 15' · 37' · 60' · 82' | Kenneth Vargas Keysher Fuller Miguel Basulto Yeltsin Tejeda |

| Principal  | Ricardo Montero |
| Asistentes | Danny Sojo      |
|            | Leslie Macre    |
| Cuarto     | Raúl Eduarte    |

|  |                   |   |    |
|  | Tiros             | 4 | 16 |
|  | Tiros a puerta    | 2 | 2  |
|  | Faltas            | 4 | 4  |
|  | Saques de esquina | 0 | 10 |
|  | Fueras de juego   | 0 | 3  |

|                                     |
|                                     |
| Campeón C. S. Cartaginés 5.º título |

## Estadísticas

### Goleadores
| Jugador            | Equipo             | Goles |
| ------------------ | ------------------ | ----- |
| Javon East         | Deportivo Saprissa | 5     |
| Brian Martínez     | Sporting F. C.     | 3     |
| Fernando Lesme     | Municipal Grecia   | 3     |
| Doryan Rodríguez   | L. D. Alajuelense  | 3     |
| Allen Guevara      | C. S. Cartaginés   | 3     |
| Starling Matarrita | Santos de Guápiles | 2     |
| Rachid Chirino     | A. D. San Carlos   | 2     |
| Edder Solórzano    | Santos de Guápiles | 2     |
| Yendrick Ruiz      | C. S. Herediano    | 2     |
| Aarón Suárez       | L. D. Alajuelense  | 2     |
| Josimar Alcócer    | L. D. Alajuelense  | 2     |
| Kenneth Vargas     | C. S. Herediano    | 2     |
| Kenneth Cerdas     | C. S. Cartaginés   | 2     |

### Autogoles
| Fecha           | Jugador        | Minuto | Local            |  | Resultado |  | Visitante         | Jornada          |
| --------------- | -------------- | ------ | ---------------- |  | --------- |  | ----------------- | ---------------- |
| 30 de noviembre | Fernando Lesme | 35'    | Municipal Grecia |  | 2 - 1     |  | L. D. Alajuelense | Cuartos de final |